# Variations et fugue sur un thème de Bach
Les Variations et fugue sur un thème de Bach (en allemand : Variationen und Fuge über ein Thema von Bach) sont une œuvre pour piano du compositeur allemand Max Reger. Ecrite en 1904, l'œuvre est publiée la même année, puis créée le 14 décembre 1904.

## Historique

### Composition
En 1902, Max Reger se marie avec Elsa von Bagensky. Il est alors installé à Munich, où sa musique est moyennement reçue. Reger mène une carrière de pianiste, enseigne à l'Académie Royale de Musique.
Le dévouement de Reger à Bach donna naissance à nombre de transcriptions, mais aussi aux Variations et fugue sur un thème de Bach, composées à l'été 1904. Injustement taxé d’académique et de conservateur, ainsi que de fidélité aux formes anciennes jugées anachroniques, Reger fut pourtant un novateur ; de fait, ces Variations et la musique de Reger sont enracinées dans le passé musical, comme l'avait été la musique de Bach.

## Analyse de l'œuvre

### Introduction
Le thème, en si mineur, est tiré du quatrième mouvement du 4e mouvement de la cantate Auf Christi Himmelfahrt allein de Bach, Seine Allmacht zu ergründen, wird sich kein Mensche finden. Il y est joué par un hautbois d'amour. S'ensuivent 14 variations, puis une double fugue à quatre voix qui s'achève sur une tierce picarde. Dans cette fugue, Reger utilise des multiples procédés contrapuntiques avec une grande liberté et nombre de chromatismes. 

### Description des mouvements
- Thème : Andante
- Variation I : L'istesso tempo
- Variation II : Sempre espressivo ed assai legato
- Variation III : Grave assai
- Variation IV : Vivace
- Variation V : Vivace
- Variation VI : Allegro moderato
- Variation VII : Adagio
- Variation VIII : Vivace
- Variation IX : Grave e sempre molto espressivo
- Variation X : Poco vivace
- Variation XI : Allegro agitato
- Variation XII : Andante sostenuto
- Variation XIII : Vivace
- Variation XIV : Con moto
- Fugue : Sostenuto

## Discographie
Peu de pianistes ont enregistré les Variations et fugue sur un thème de Bach :
| Pianiste           | Année        | Label       | Note                                                     |
| ------------------ | ------------ | ----------- | -------------------------------------------------------- |
| Rudolf Serkin      | 1973         | BBC Legends | Concert au Royal Festival Hall de Londres le 4 juin 1973 |
| Wolf Harden (de)   | 1985         | Naxos       |                                                          |
| András Schiff      | 1994         | Elatus      |                                                          |
| Marc-André Hamelin | 1997 ou 1999 | Hyperion    |                                                          |
| Gerhard Oppitz     | 2002         |             |                                                          |
| Markus Becker      | 2001         | NCA         |                                                          |
| Wolfgang Watzinger | 2004 ?       | Genuin      |                                                          |